# Ranxeria Manchester
La banda Manchester d'indis pomo de la ranxeria Manchester, antigament anomenats 'banda Manchester d'indis pomo de la ranxeria Manchester-Point Arena és una tribu reconeguda federalment d'amerindis pomo a Califòrnia.
La reserva de la tribu és la ranxeria Manchester-Point Arena, situada vora les ciutats de Manchester i Point Arena al comtat de Mendocino (Califòrnia). La reserva té una superfície de 364 acres (1,47 km²).
La tribu és una comunitat d'indis pomo que eren nadius del nord de Califòrnia. Els pomo Manchester-Point Arena parlaven pomo central de la família de llengües pomo. Eileen Oropeza i Winifred Leal eren pomo de Manchester-Point Arena parlants nadius de la llengua, igual que Jesse Frank.
Els pomo Manchester-Point Arena formaren llur actual sistema de govern sota la Llei de Reorganització Índia de 1935, i llur constitució fou ratificada l'11 de març de 1936. Per votar a les eleccions tribals els membres inscrits ha de tenir almenys 18 anys. Tots els electors qualificats formen un consell de la comunitat i els càrrecs són el president tribal, vicepresident, secretari i tresorer. La població de la tribu s'estima en 873. El registre tribal es basa en la descendència lineal dels membres oficialment registrats al cens tribal l'1 d'abril de 1935 i no requereix un quàntum de sang mínim. L'assistència sanitària a la tribu és proporcionada per una clínica satèl·lit del Projecte de Salut Indígena del Comtat de Sonoma.
Com un testimoni de suport a la comunitat pomo, els Indis pomo de la ranxeria Dry Creek han fet donacions als pomo Manchester-Point Arena Pomos en els darrers anys.